# Lac-Édouard
Pour les articles homonymes, voir Lac Édouard (homonymie).
Lac-Édouard est une municipalité canadienne du Québec qui a été fusionnée le 26 mars 2003 à La Tuque. Elle se reconstitua le 1er janvier 2006 et fait maintenant partie de l'agglomération de La Tuque. Le village du Lac-Édouard est située au nord-est du lac Édouard.

## Toponymie
Le nom de Lac Édouard (Québec) qui est attesté depuis 1828 proviendrait, selon l'arpenteur Joseph Bouchette, d'un chasseur amérindien de Batiscan. Un autre arpenteur, J. P. Mullarkey écrivit en 1893 que ce chasseur, Édouard Jeannotte, a aussi donnée son nom à la rivière Jeannotte, l'un des deux émissaires du lac. Le nom du lac est aussi attesté chez les Montagnais qui utilisent le toponyme Etoolsakigan, qui veut dire aussi Lac Édouard.

## Histoire

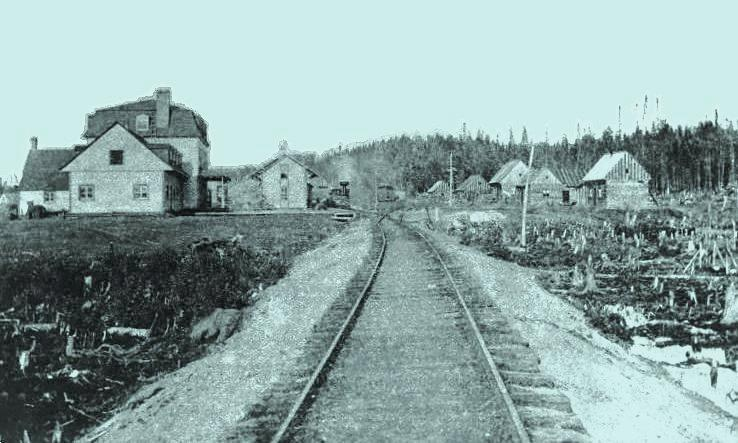
Hôtel et gare de Lac-Édouard, vers 1910.

L'histoire de Lac-Édouard commence par la construction du chemin de fer en 1885, qui relie Québec au lac Saint-Jean (le Quebec and lake St-John Railway). La présence de lacs et de territoires fauniques attira les riches Américains et favorisa l'installation d'une gare dès 1886, d'un bureau de poste et d'une mission catholique en 1889. Le Triton Fish and Game Club, aujourd'hui la Seigneurie du Triton est le plus prestigieux club de chasse et pêche au Québec et a reçu d'illustres membres tels que les  Roosevelt, Truman ou la famille Rockefeller viendront y passer leurs vacances.
L'éloignement de Lac-Édouard favorisa aussi la création d'un sanatorium en 1904, ce qui contribua à la renommée de l'endroit. Le développement des lieux fit en sorte que la paroisse de Notre-Dame-des-Neiges fut créée en 1937 et l'endroit reçut le statut de municipalité en 1951. Le développement des antibiotiques provoqua cependant la fermeture du sanatorium en 1967. Il fut converti en hôpital pour vétérans et ensuite en centre de réadaptation pour handicapés mentaux, avant de fermer définitivement en 1982, ce qui porta un dur coup à l'économie locale.
En 2003, Lac-Édouard fut fusionnée à La Tuque ; cependant cette fusion fut contestée et la municipalité fut reconstituée en 2006.

### Chronologie administrative
- 1889: Proclamation du canton de Trudel
- 1891: Proclamation du canton de Laure
- 1901: Proclamation du canton de Bickerdike
- 1904: Proclamation du canton de Gendron
- 1er janvier 1951: Constitution de la municipalité de Lac-Édouard à partir de la totalité du territoire des cantons de Bickerdike, Gendron, Laure et Trudel.
- 26 mars 2003: Lac-Édouard est fusionnée à La Tuque
- 1er janvier 2006: Reconstitution de la municipalité de Lac-Édouard selon l'ancien territoire de 1951.

### Sanatorium
Le sanatorium du Lac-Édouard qui a été en opération de 1904 à 1967, a contribué grandement à l'économie locale. Les cinq bâtiments historiques sur le site ont été érigés entre 1910 et 1926. Des tunnels en béton servaient notamment pour faire passer les tuyaux venant de la chaufferie et de l'immense réservoir surélevé d'eau potable. Le tunnel principal servait à la circulation du personnel, l'approvisionnement et, au besoin, à évacuer les morts de l'hôpital.
La vocation première du sanatorium était d'héberger et de traiter des patients atteints de tuberculose. Cette maladie infectieuse, comportant des signes cliniques variables, était jadis soignée dans les sanatoriums, par des cures de soleil et de plein air. Cette maladie a été grandement contrôlée dans les années 1950 grâce aux antibiotiques nouvellement découverts. Subséquemment, les cures aux sanatoriums pour lutter contre la tuberculose devenaient de moins en moins indiquées.
Situé sur une pointe de terre s'avançant dans le lac Édouard, le site du sanatorium et des dépendances était bien aménagé. Le décor naturel, au bord de l'eau, attirait les bénéficiaires, généralement fortunés. Ils arrivaient à la gare du Lac-Édouard par le train venant d'Hervey-Jonction ou de Chambord. Un navette était requise entre la gare et le sanatorium. Les visiteurs étaient nombreux à venir en train pour voir les gens de leur parenté hébergés au sanatorium. Beaucoup de bénéficiaires du sanatorium y sont décédés au cours de son histoire.
Après 1967, le sanatorium a servi d'hôpital dédié aux vétérans de l'armée. Puis, la bâtisse a été transformée en un centre pour personnes atteintes de déficience intellectuelle. Finalement, le sanatorium a cessé ses activités en 1982 et laissé à l'abandon, affaiblissant ainsi l'économie locale. La bâtisse du sanatorium comportait quatre étages (coiffé d'une tourelle comme cinquième étage), avec une solide structure en ciment, des murs extérieurs en briques rouges et beaucoup de fenêtres tout autour. Le personnel religieux et laïque soignait des centaines de bénéficiaires résidents. Les médecins, infirmiers(ères) et le personnel de soutien logeaient dans des bâtiments adjacents ou dans des maisons au village du Lac-Édouard. Après 1982, ce site historique (sauf le sanatorium) a continué d'être utilisé plusieurs années pour des activités récréotouristiques. Finalement, le site est devenu un village fantôme.
Dans la nuit du 10 au 11 mai 2013, un incendie a détruit complètement le bâtiment de la maison des religieuses, située à une centaine de mètres du sanatorium. Cette grande maison comportait un grand atrium, haut de deux étages, à l'entrée. Les chambres des religieuses étaient aménagées au deuxième étage.
En 2006, l'homme d'affaires Jean-Guy Pronovost de Trois-Rivières acquiert le site et la base de plein air du ministère des Ressources naturelles et de la Faune.
En 2014, trois jeunes entrepreneurs, Simon Parent, Éric Parent et David Lemire, originaires de la région et œuvrant dans les domaines de l’agriculture et de la vente au détail ont fait l’acquisition du site de l’ancien Sanatorium du Lac-Édouard afin de valoriser son potentiel agricole et historique. Sanatorium Historique Lac-Édouard est un organisme sans but lucratif dont la mission est de protéger, mettre en valeur et développer de manière durable le patrimoine agricole, culturel et naturel du site historique du Sanatorium du Lac-Édouard[réf. souhaitée]. En utilisant la production agricole comme un levier de développement, l’organisme souhaite à long terme développer les infrastructures du site, rénover les bâtiments ancestraux et les maisons patrimoniales et, d’une certaine façon, faire revivre ce petit village historique. D’autre part, par le biais d’activités de protection et de sensibilisation, Sanatorium Historique Lac Édouard contribuera à la sauvegarde du martinet ramoneur, un oiseau en voie d’extinction qui a élu domicile depuis fort longtemps dans la grande cheminée du sanatorium.

## Géographie
Lac-Édouard est un territoire de 979,75 km2 dont 918,04 km2 uniquement pour les terres situées dans l'Agglomération de La Tuque dans la région de la Mauricie. La municipalité partage ses limites avec la ville de La Tuque, la municipalité de La Bostonnais est les territoires non organisés de Lac-Blanc et de Lac-Croche.
Lac-Édouard fait partie des Laurentides, qui couvrent la totalité de son territoire.
La municipalité est partagée entre les bassins des rivières Saint-Maurice et Batiscan, étant située à la tête des eaux. La cime de la montagne, qui domine tout le territoire s'élève à 617 m, est située au nord du village de Lac-Édouard. Long de 26 km2, le lac Édouard est d'ailleurs la source de cette dernière. Les principales rivières de la municipalité sont la rivière Jeannotte, la rivière Batiscan et la rivière Bostonnais.

## Démographie
| 1981 | 1986 | 1991 | 1996 | 2001 | 2006 | 2011 | 2016 | 2021 |
| ---- | ---- | ---- | ---- | ---- | ---- | ---- | ---- | ---- |
| 148  | 159  | 159  | 155  | 137  | 155  | 175  | 191  | 220  |

Langue maternelle :
- Le français comme langue maternelle : 100 %
- L'anglais comme langue maternelle : 0 %
- L'anglais et le français comme première langue : 0 %
- Autres langues maternelles : 0 %

## Administration
Les élections municipales se font en bloc pour le maire et les six conseillers.
| Lac-Édouard Maires depuis 2005                                                                                       |               |         |          |
| Élection | Maire         | Qualité | Résultat |
| 2005 | Larry Bernier |         | Voir     |
| 2009 | Larry Bernier | Voir    |          |
| 2013 | Larry Bernier | Voir    |          |
| 2017 | Larry Bernier | Voir    |          |
| 2021 | Larry Bernier | Voir    |          |
| Élection partielle en italique Depuis 2005, les élections sont simultanées dans toutes les municipalités québécoises |               |         |          |

## Transport
Lac-Édouard est plutôt éloignée des grandes routes, le seul accès vers l'extérieur est le chemin du Lac-Édouard, une route de 26 km reliant le village à la route 155. Une ligne de chemin de fer du Canadien National (subdivision Lac-Saint-Jean) traverse aussi la municipalité du nord au sud reliant le Saguenay–Lac-Saint-Jean au reste du Québec.
Le transport en commun n'est assuré que par Via Rail vers Le Saguenay ou Montréal, qui assure trois allers-retours par semaine.

## Télécommunication
En décembre 2020, internet haute vitesse fut rendu accessible dans les bureaux municipaux, le centre communautaire et la Petite École du Lac-Édouard. En 2021, près de 15 tours cellulaires ont été installées dans le but de fournir l'accès à l'internet à tous les habitants du Lac-Édouard.

## Protection du territoire
Le territoire de Lac-Édouard possède deux réserves écologiques, soient la réserve écologique du Bog-à-Lanières (4,3 km2) et la réserve écologique Judith-De Brésoles (10,9 km2). Le gouvernement planifie aussi la création d'une réserve de biodiversité, la réserve de biodiversité projetée de la Seigneurie-du-Triton qui couvre 407,7 km2. Finalement, une héronnière est présente sur l'île Eaton (0,29 km2) au centre du Lac Édouard (Québec).
Pour ce qui est des territoires fauniques, quatre zec sont présentes sur le territoire de la municipalité de Lac-Édouard, la zec de la Bessonne, la zec Jeannotte, la zec Kiskissink et la Zec Ménokéosawin. La municipalité possède aussi deux pourvoiries avec des droits exclusifs, soient le Club Oswego et la Seigneurie-du-Triton.